# Monika Gawron
Monika Gawron (* 7. Januar 1946 in Liegnitz/Schlesien) ist eine deutsche Politikerin der SPD und ehemaliges Mitglied der Hamburgischen Bürgerschaft.

## Leben
Gawron machte nach ihrer mittleren Reife eine Ausbildung zur Hotelfachfrau im Hotel recishhof in Hamburg. Später arbeitete sie als Verwaltungsangestellte.
Sie engagierte sich im Stadtteil Hamburg-Veddel und war zudem Initiatorin, die letzte erhaltene Auswanderhalle auf der Veddel zu erhalten und als Museum umzubauen.

## Politik
Sie ist seit 1978 in der SPD und ist seit 1991 Vorsitzende im Distrikt Hamburg-Veddel. Zudem war sie Abgeordnete der Bezirksversammlung Hamburg-Mitte.
Sie war von 1991 bis 2001 in der Hamburgischen Bürgerschaft. 1991 war sie als Nachrückerin für Parteikollegen ins Parlament gekommen. Zwischenzeitlich musste sie ihren Platz dort wegen zurückgekehrter Senatoren aufgeben. In der Bürgerschaft war sie unter anderem im Ausschuss für die Situation und die Rechte von Ausländern, im Ausschuss für Gleichstellung der Frau und im Ausschuss für Arbeit und Soziales. Ihr Schwerpunkt war zudem die Arbeit für benachteiligte Stadtteile wie ihr Wahlgebiet die Veddel.
Derzeit ist Gawron Mitglied des Vorstands der SPD in Kappeln an der Schlei.